# Mikko Eloranta
Mikko Henrikki Eloranta (* 24. August 1972 in Aura) ist ein ehemaliger finnischer Eishockeyspieler.

## Karriere
Mikko Eloranta begann seine professionelle Laufbahn in der finnischen SM-liiga bei Ilves Tampere und wechselte nach einer Spielzeit zu TPS Turku. Hier verbrachte er drei Spielzeiten. In seiner letzten Saison 1997/98 war er Topscorer der Liga. Er wurde im NHL Entry Draft 1999 in der neunten Runde als 247. von den Boston Bruins ausgewählt. Zur folgenden Spielzeit wechselte er in die NHL zu den Boston Bruins, bei denen er zwei volle Saisons verbrachte. Zu Beginn seiner dritten NHL-Saison wurde er von den Bruins zu den Los Angeles Kings getauscht. Dort spielte er bis 2003. Dann kehrte er nach Europa zurück, um wieder in der SM-liiga bei TPS Turku zu spielen. Nach nur einer Saison wechselte er zum Schweizer Nationalligisten Rapperswil-Jona, wo er drei Jahre lang unter Vertrag stand.
Zur Saison 2007/08 wechselte Eloranta zu den Malmö Redhawks aus der HockeyAllsvenskan, der zweiten schwedischen Spielklasse. In der folgenden Spielzeit lief er noch einmal für seinen Ex-Verein TPS Turku in der SM-liiga auf, ehe er seine Karriere beendete. In der Saison 2010/11 kehrte er für ein einziges Spiel noch einmal aufs Eis zurück und erzielte dabei ein Tor und zwei Vorlagen für den Viertligisten PaKa.

### International
Eloranta spielte 1998, 1999, 2003 und 2005 bei den Eishockey-Weltmeisterschaften, 2002 bei den Olympischen Winterspielen  und dem World Cup of Hockey 2004 für Finnland. An den Olympischen Winterspielen 2006 konnte er aufgrund einer Verletzung nicht teilnehmen.

## Erfolge und Auszeichnungen
- 1999 Silbermedaille bei der Weltmeisterschaft
- 2004 2. Platz beim World Cup of Hockey